# Austrocidaris
Austrocidaris is een geslacht van zee-egels uit de familie Cidaridae.

## Soorten
- Austrocidaris canaliculata (A. Agassiz, 1863)
- Austrocidaris lorioli (Mortensen, 1903)
- Austrocidaris operta Philip, 1964 †
- Austrocidaris pawsoni McKnight, 1974
- Austrocidaris spinulosa Mortensen, 1910